# 루이빌

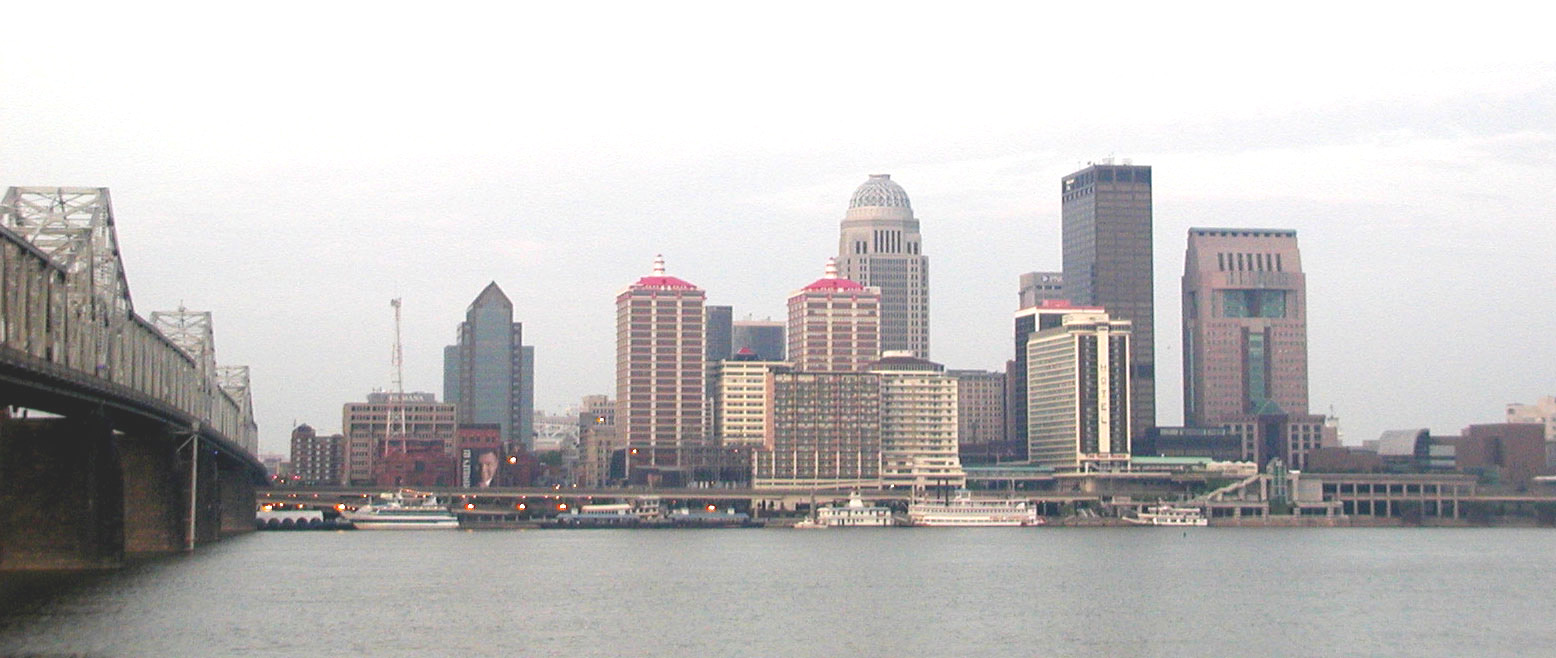
루이빌

루이빌(영어: Louisville)은 미국 켄터키주의 가장 큰 도시이다. 1778년 조지 로저스 클라크에 의해 발견되었으며 지명은 프랑스의 왕 루이 16세의 이름을 따서 지어졌다.
미시시피강의 지류인 오하이오 강 남안에 위치한다. 루이빌은 제퍼슨 군의 군청소재지이다. 특산물로 버번위스키가 널리 알려져 있으며, 패스트푸드로 유명한 KFC(켄터키프라이드치킨)의 본사가 있는 켄터키주 최대의 도시이며 상공업 도시이다. 농기구 제조, 식품 가공 등 외에 재목·담배 등의 거래가 많은데, 담배 시장으로서는 세계 최대이다. 켄터키 더비의 개최지이기도 하다. 인구 25만 6,231명(2000)이다.
루이빌은 역사 속에서 많은 중요한 혁신의 장소였다.지역 출신 유명인사는 발명가 토마스 에디슨, 미국 대법원장 루이스 브랜데이스, 복싱 전설 무하마드 알리, 뉴스캐스터 다이앤 소우어, 배우 톰 크루즈, 작가 헌터스 S. 톰슨과 수 크래프톤이다.

## 역사

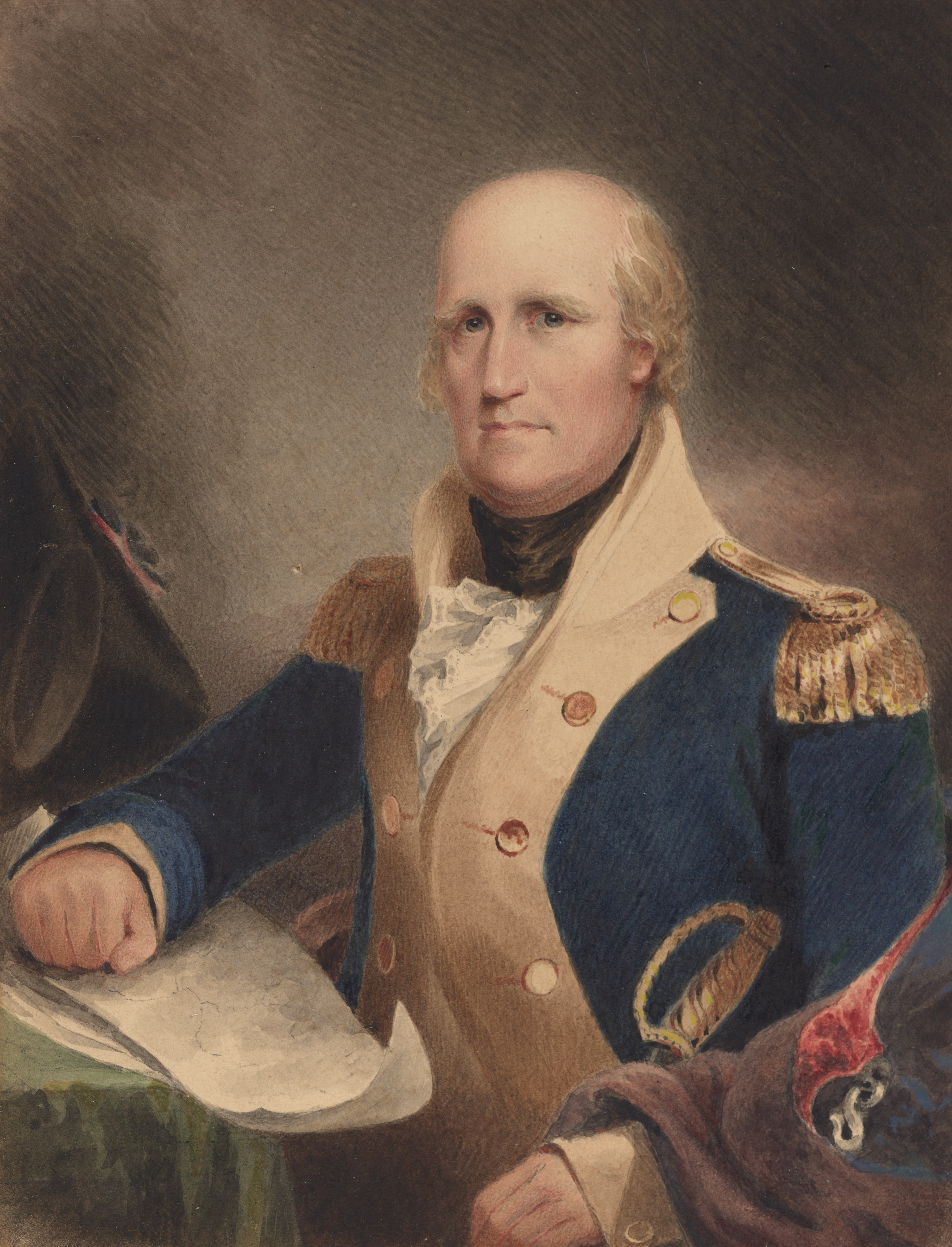
루이빌의 창설자, 조지 로저스 클라크

1778년 현대의 루이빌 근처 콘 섬에서 조지 로저스 클라크에 의해 유럽인의 최초의 정착이 이루어졌다. 오늘날, 클라크는 루이빌의 창설자로서 인식되며, 몇몇 랜드마크 들은 그의 이름을 따서 지어졌다.
2년 뒤 1780년 버지니아 주의회는 루이빌의 시 헌장을 인증했다. 도시는 군인들이 미국독립전쟁 중인 미국인들을 원조하도록 했었던 프랑스의 루이 16세 왕에게 경의를 표하여 이름지어졌다. 초기 거주자들은 인디언 급습 때문에 요새에 살았었지만, 1780년대 후반 외곽으로 이동을 하였다. 1803년 탐험가 메리웨더와 윌리엄 클라크는 루이빌에 있는 오하이오 폴즈에서 미국을 가로지는 원정을 구성했다.
1875년 5월 17일 최초의 켄터키 더비가 루이빌 조키 클럽 트랙 (후에 처칠 다운스 경마장으로 개명됨)에서 열렸다.
1890년 3월 27일 1890년 3월 중앙 미시시피 벨리 토네이도 발생의 일부로서 F4 토네이도가 오후 8시 30분 도시를 통과하며 파괴했을 때 도시는 황폐해졌고 시내는 거의 파괴되었다. 이 토네이도로 인하여 74명에서 120명의 사람들이 사망했다.

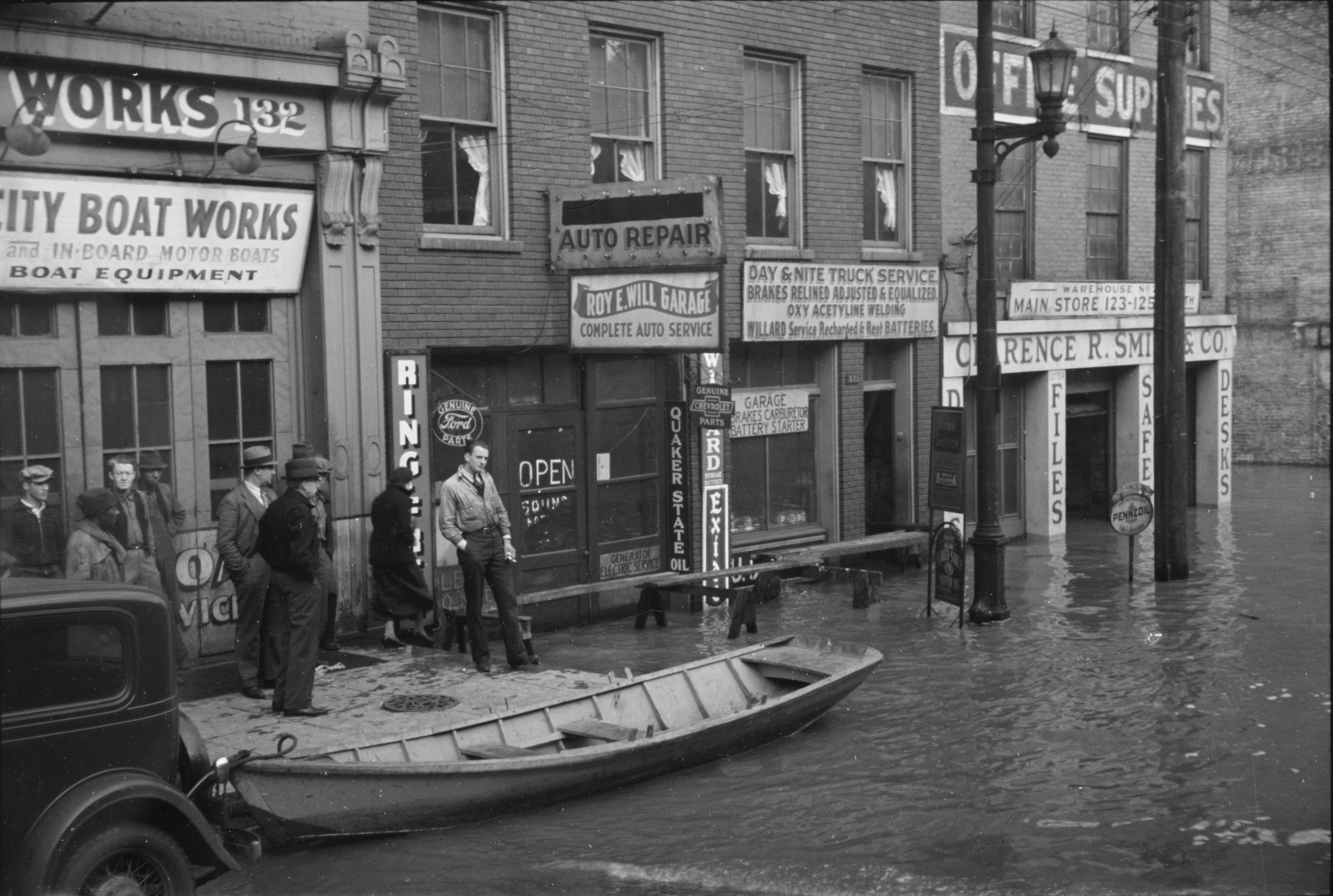
1936년 3월, 오하이오 강 홍수로 물에 잠긴 루이빌

1937년 1월말과 2월달에 오하이오 강 홍수가 있었다. 홍수는 도시의 대략 70%를 물 속에 잠갔다.

## 지리
루이빌은 블루그래스 지구에 위치한다. 도시의 상당한 곳이 매우 넓고 평평한 범람원에 위치한다.

### 기후
| 루이빌 (루이빌 국제공항)의 기후                                                                | 루이빌 (루이빌 국제공항)의 기후 | 루이빌 (루이빌 국제공항)의 기후 | 루이빌 (루이빌 국제공항)의 기후 | 루이빌 (루이빌 국제공항)의 기후 | 루이빌 (루이빌 국제공항)의 기후 | 루이빌 (루이빌 국제공항)의 기후 | 루이빌 (루이빌 국제공항)의 기후 | 루이빌 (루이빌 국제공항)의 기후 | 루이빌 (루이빌 국제공항)의 기후 | 루이빌 (루이빌 국제공항)의 기후 | 루이빌 (루이빌 국제공항)의 기후 | 루이빌 (루이빌 국제공항)의 기후 | 루이빌 (루이빌 국제공항)의 기후 |
| 월                                                                                             | 1월                             | 2월                             | 3월                             | 4월                             | 5월                             | 6월                             | 7월                             | 8월                             | 9월                             | 10월                            | 11월                            | 12월                            | 연간                            |
| ---------------------------------------------------------------------------------------------- | ------------------------------- | ------------------------------- | ------------------------------- | ------------------------------- | ------------------------------- | ------------------------------- | ------------------------------- | ------------------------------- | ------------------------------- | ------------------------------- | ------------------------------- | ------------------------------- | ------------------------------- |
| 역대 최고 기온 °C (°F)                                                                         | 25 (77)                         | 28 (82)                         | 31 (88)                         | 33 (91)                         | 37 (98)                         | 41 (105)                        | 42 (107)                        | 41 (105)                        | 40 (104)                        | 36 (97)                         | 29 (85)                         | 24 (76)                         | 42 (107)                        |
| 일평균 최고 기온 °C (°F)                                                                       | 6.4 (43.6)                      | 9.1 (48.3)                      | 14.5 (58.1)                     | 20.9 (69.6)                     | 25.4 (77.8)                     | 29.8 (85.7)                     | 31.7 (89.0)                     | 31.3 (88.4)                     | 27.9 (82.2)                     | 21.4 (70.5)                     | 14.2 (57.6)                     | 8.4 (47.2)                      | 20.1 (68.2)                     |
| 일일 평균 기온 °C (°F)                                                                         | 2.1 (35.7)                      | 4.2 (39.5)                      | 9.1 (48.4)                      | 15.0 (59.0)                     | 20.2 (68.3)                     | 24.7 (76.4)                     | 26.6 (79.9)                     | 26.1 (78.9)                     | 22.2 (72.0)                     | 15.7 (60.3)                     | 9.2 (48.5)                      | 4.2 (39.6)                      | 14.9 (58.9)                     |
| 일평균 최저 기온 °C (°F)                                                                       | −2.3 (27.8)                     | −0.7 (30.7)                     | 3.7 (38.6)                      | 9.2 (48.5)                      | 14.8 (58.7)                     | 19.6 (67.2)                     | 21.6 (70.8)                     | 20.8 (69.5)                     | 16.6 (61.9)                     | 10.1 (50.1)                     | 4.1 (39.4)                      | 0.1 (32.1)                      | 9.8 (49.6)                      |
| 역대 최저 기온 °C (°F)                                                                         | −30 (−22)                       | −28 (−19)                       | −18 (−1)                        | −6 (21)                         | −1 (31)                         | 6 (42)                          | 9 (49)                          | 7 (45)                          | 1 (33)                          | −5 (23)                         | −18 (−1)                        | −26 (−15)                       | −30 (−22)                       |
| 평균 강수량 mm (인치)                                                                          | 86 (3.39)                       | 87 (3.41)                       | 117 (4.60)                      | 122 (4.80)                      | 132 (5.18)                      | 108 (4.27)                      | 103 (4.05)                      | 94 (3.71)                       | 93 (3.66)                       | 94 (3.72)                       | 87 (3.42)                       | 105 (4.13)                      | 1,228 (48.34)                   |
| 평균 강설량 cm (인치)                                                                          | 11 (4.5)                        | 10 (4.1)                        | 5.3 (2.1)                       | 0.25 (0.1)                      | 0.0 (0.0)                       | 0.0 (0.0)                       | 0.0 (0.0)                       | 0.0 (0.0)                       | 0.0 (0.0)                       | 0.25 (0.1)                      | 0.76 (0.3)                      | 5.6 (2.2)                       | 34 (13.4)                       |
| 평균 강수일수 (≥ 0.01 인치)                                                                    | 11.2                            | 10.4                            | 12.1                            | 11.9                            | 12.6                            | 10.5                            | 10.2                            | 8.2                             | 7.9                             | 7.9                             | 9.8                             | 11.8                            | 124.5                           |
| 평균 강설일수 (≥ 0.1 인치)                                                                     | 3.7                             | 3.7                             | 1.7                             | 0.1                             | 0.0                             | 0.0                             | 0.0                             | 0.0                             | 0.0                             | 0.0                             | 0.6                             | 2.5                             | 12.3                            |
| 평균 상대 습도 (%)                                                                             | 68.6                            | 68.1                            | 64.0                            | 61.5                            | 67.2                            | 68.9                            | 70.9                            | 71.7                            | 72.9                            | 69.9                            | 69.4                            | 70.2                            | 68.6                            |
| 평균 월간 일조시간                                                                             | 140.5                           | 148.9                           | 188.6                           | 221.1                           | 263.4                           | 288.9                           | 293.6                           | 272.6                           | 234.3                           | 208.5                           | 135.7                           | 118.3                           | 2,514.4                         |
| 가능 일조율                                                                                    | 46                              | 49                              | 51                              | 56                              | 60                              | 65                              | 65                              | 65                              | 63                              | 60                              | 45                              | 40                              | 56                              |
| 출처: 미국 해양대기청 (평년값: 1991년~2020년, 극값: 1872년~현재, 상대습도/일조: 1961년~1990년) |                                 |                                 |                                 |                                 |                                 |                                 |                                 |                                 |                                 |                                 |                                 |                                 |                                 |

## 인구
| 인구조사 | 인구    | Note  | %±     |
| --- | ------- | ----- | ------ |
| 1790년 | 200     |       | —      |
| 1800년 | 359     |       | 79.5%  |
| 1810년 | 1,357   |       | 278.0% |
| 1820년 | 4,012   |       | 195.7% |
| 1830년 | 10,341  |       | 157.8% |
| 1840년 | 21,210  |       | 105.1% |
| 1850년 | 43,194  |       | 103.6% |
| 1860년 | 68,033  |       | 57.5%  |
| 1870년 | 100,753 |       | 48.1%  |
| 1880년 | 123,758 |       | 22.8%  |
| 1890년 | 161,129 |       | 30.2%  |
| 1900년 | 204,731 |       | 27.1%  |
| 1910년 | 223,928 |       | 9.4%   |
| 1920년 | 234,891 |       | 4.9%   |
| 1930년 | 307,745 |       | 31.0%  |
| 1940년 | 319,077 |       | 3.7%   |
| 1950년 | 369,129 |       | 15.7%  |
| 1960년 | 390,639 |       | 5.8%   |
| 1970년 | 361,706 |       | −7.4%  |
| 1980년 | 298,694 |       | −17.4% |
| 1990년 | 269,063 |       | −9.9%  |
| 2000년 | 256,231 |       | −4.8%  |
| 2010년 | 597,337 |       | 133.1% |
| 2019 (추산) | 617,638 | [ 7 ] | 3.4%   |
| U.S. Decennial Census In 2003, Louisville merged with Jefferson County and population counts were combined thereafter. |         |       |        |

## 도시 경관
루이빌의 상업지구는 오하이오 강의 남쪽에 위치한다. 주요 도로들이 바퀴의 살처럼 시내에서 모든 방향으로 뻗어있다. 루이빌 국제공항은 시내에서 남쪽으로 10km 거리에 위치한다. 도시의 산업 구획은 공항의 남쪽과 서쪽에 위치하며, 반면에 도시의 주거지역의 대부분은 시내의 남서쪽, 남쪽, 동쪽에 위치한다.
도시의 건축은 구 건축물과 신 건축물이 혼합되어 있다. 구(舊) 루이빌은 미국에서 단독으로 가장 큰 빅토리아 시대의 집과 건물의 특징이 있는 기념물 보존 지구이다.

## 문화
루이빌은 수많은 연례 문화 이벤트를 한다. 아마도 가장 잘 알려진 이벤트는 매년 5월 첫째주 토요일 동안 열리는 켄터키 더비일 것이다. 9월에 블루그래스 기구 축제를 한다.

## 경제
루이빌의 초기 경제는 첫째로 선적과 적하 산업을 통하여 발달되었다. 선적 산업에 루이빌의 중요성은 루이빌 국제공항에 유피에스를 위한 허브로서 오늘날까지 지속된다.

## 자매도시
- 지우장 시, 중화인민공화국
- 라플라타, 아르헨티나
- 마인츠, 독일
- 몽펠리에, 프랑스
- 페름, 러시아
- 키토, 에콰도르
- 대한민국, 고흥군
- 리즈, 영국

## 참고
1. ↑  《글로벌 세계 대백과사전》〈루이빌〉
2. ↑  George Rogers Clark: Kentucky Frontiersman, Hero, and Founder of Louisville 보관됨 2008-10-22 - 웨이백 머신Kentucky Department for Libraries and Archives
3. ↑  Yater, George H. (1987). Two Hundred Years at the Fall of the Ohio: A History of Louisville and Jefferson County (2nd edition ed.). Louisville, KY: Filson Club, Incorporated. pp.9–10. ISBN 0-9601072-3-1.
4. ↑  “Station Name: KY Louisville Intl. AP”. 《U.S. Climate Normals 2020: U.S. Monthly Climate Normals (1991–2020)》. 미국 해양대기청. 2021년 6월 2일에 확인함.
5. ↑  “NowData – NOAA Online Weather Data”. 미국 해양대기청. 2021년 5월 13일에 원본 문서에서 보존된 문서. 2021년 6월 2일에 확인함.
6. ↑  
“WMO Climate Normals for Louisville/Standiford Field KY 1961–1990”. 미국 해양대기청. 2014년 3월 11일에 확인함.
7. ↑  “Population and Housing Unit Estimates”. 2020년 5월 21일에 확인함.
8. ↑  “Census of Population and Housing”. Census.gov. 2017년 9월 16일에 확인함.
9. ↑  “A 10-Year Perspective of the Merger of Louisville and Jefferson County, KY: Louisville Metro Vaults From 65th to 18th Largest City in the Nation” (PDF). 2021년 2월 5일에 원본 문서 (PDF)에서 보존된 문서. 2021년 1월 28일에 확인함.

내용주